# Hollandale (Wisconsin)
Hollandale es una villa ubicada en el condado de Iowa en el estado estadounidense de Wisconsin. En el Censo de 2010 tenía una población de 288 habitantes y una densidad poblacional de 161,16 personas por km².

## Geografía
Hollandale se encuentra ubicada en las coordenadas 42°52′32″N 89°56′3″O / 42.87556, -89.93417. Según la Oficina del Censo de los Estados Unidos, Hollandale tiene una superficie total de 1.79 km², de la cual 1.79 km² corresponden a tierra firme y (0%) 0 km² es agua.

## Demografía
Según el censo de 2010, había 288 personas residiendo en Hollandale. La densidad de población era de 161,16 hab./km². De los 288 habitantes, Hollandale estaba compuesto por el 98.26% blancos, el 0.69% eran afroamericanos, el 0% eran amerindios, el 0% eran asiáticos, el 0% eran isleños del Pacífico, el 0% eran de otras razas y el 1.04% pertenecían a dos o más razas. Del total de la población el 0% eran hispanos o latinos de cualquier raza.